# Agencia de Energía Nuclear y Tecnologías de Avanzada
La Agencia de Energía Nuclear y Tecnologías de Avanzada (AENTA) es una agencia pública cubana fundada el 21 de abril de 1994 por el Comité Ejecutivo del Consejo de Ministros denominada en ese momento como Agencia de Energía Nuclear (AEN), responsable de  generar y brindar conocimientos, servicios y productos relacionados con la tecnología nuclear y otras tecnologías. En noviembre de 2001 la AEN pasó a denominarse Agencia de Energía Nuclear y Tecnologías de Avanzada (AENTA), por el equipamiento de última generación que posee, entre sus objetivos se encuentra el desarrollo de actividades en la investigación en cáncer, por lo cual ha sido reconocida anteriormente. Se involucra en el ramo de salud humana, industria alimentaria, energía, medio ambiente y seguridad radiológica.